# Charles François Jean Marie Michaud
Charles François Jean Marie Michaud (ou Charles François Joseph Michaud), né à Calais le 10 février 1752, était curé de Bomy de 1785 à 1791, député suppléant d'Artois pour le clergé aux États généraux de 1789 (du 24 avril 1789 au 30 septembre 1791). Il est guillotiné à Arras le 17 avril 1794 pour avoir refusé d'appliquer le décret de la Convention sur la descente des cloches des églises.

## Biographie
Son amitié avec Robespierre qui lui écrivait : "Je ne finirais pas si je voulais vous exprimer tous les sentiments que m'inspire votre zèle infatigable pour la cause du peuple et de la liberté"  ne lui a été d'aucune utilité. Dans la précipitation des événements Charles Michaud a été exécuté immédiatement, Le Bon qui présidait le tribunal sera à son tour guillotiné à Amiens le 16 octobre 1795 après la mort de Robespierre.
Charles François Jean Marie Michaud était le frère de :
- Louis Étienne Michaud, maire de Calais, qui a armé pour le compte d'Alexis François Joseph Dauchy, le corsaire l'Aventure, commandé par Marie-Étienne Peltier.
- François Michaud, armateur à Nantes, associé avec son beau-père Jean Peltier Dudoyer, dont il célébra le mariage le 27 janvier 1784, en la chapelle du Bon Secours (paroisse de Sainte-Croix à Nantes), en la présence de Nicolas Baudin.
- Dominique Michaud, qui a fait partie du Bureau de conciliation à Lorient après la Révolution.

Charles François fut l'objet d'un quatrain anonyme :
Aux abus de l'Église et du féodalisme  

Il opposa toujours le plus ferme maintien ; 

Et par les sentiments du vrai patriotisme,

Il fut de son troupeau le guide et le soutien.

## Sources
- « Charles François Jean Marie Michaud », dans Adolphe Robert et Gaston Cougny, Dictionnaire des parlementaires français, Edgar Bourloton, 1889-1891 [détail de l’édition]
- Tugdual de Langlais, Marie-Etienne Peltier, Capitaine corsaire de la République, Éd. Coiffard, 2017, 240 p.  (ISBN 9782919339471).